# Tunelão
Der Tunelão (dt.: Großer Tunnel) ist ein Eisenbahntunnel im brasilianischen Bundesstaat Minas Gerais. Mit einer Länge von 8645 Metern ist er der längste Eisenbahntunnel Brasiliens.
Der Tunnel ist Teil der Bahnstrecke Ferrovia do Aço. Er liegt in dem Abschnitt, der die bergige Serra da Mantiqueira durchquert, auf dem Gemeindegebiet von Bom Jardim de Minas.
Betreiber des Tunnels ist die MRS Logística.